# السبوع (الشرية)
السبوع هي إحدى قرى عزلة آل غنيم بمديرية الشرية التابعة لمحافظة البيضاء، بلغ تعداد سكانها 297 نسمة حسب تعداد اليمن لعام 2004.